# Theater of the Mind
A Theater of the Mind Ludacris amerikai rapper hatodik stúdióalbuma. A cím magyar jelentése: az elme színháza. Az albumot 2008. november 24-én adták ki.

## Számlista
| #  | Cím                                                                      |                                         | Közreműködik                             | Hossz | Minták                                                                                             |
| -- | ------------------------------------------------------------------------ | --------------------------------------- | ---------------------------------------- | ----- | -------------------------------------------------------------------------------------------------- |
| 1  | Intro                                                                    | The Runners                             |                                          | 1:55  | |
| 2  | Undisputed                                                               | Don Cannon                              | Floyd "Money" Mayweather                 | 4:33  | "We'll Find a Way" by Edwin Starr                                                                  |
| 3  | Wish You Would                                                           | DJ Toomp and 8TRIX                      | T.I.                                     | 4:47  | |
| 4  | One More Drink                                                           | Trackmasters                            | T-Pain                                   | 3:41  | "I Like The Way" by Hi-Five                                                                        |
| 5  | Call Up the Homies                                                       | Clinton Sparks & Kamau Georges          | The Game and Willy Northpole             | 4:04  | |
| 6  | Southern Gangsta                                                         | StreetRunner                            | Rick Ross, Playaz Circle and Ving Rhames | 4:34  | |
| 7  | Everybody Hates Chris                                                    | Don Cannon                              | Chris Rock                               | 4:54  | "It Takes a Whole Lotta Man for a Woman Like Me" by Gladys Knight & the Pips.                      |
| 8  | What Them Girls Like                                                     | Darkchild (Co-Produced by Sean Garrett) | Chris Brown and Sean Garrett             | 4:02  | |
| 9  | Nasty Girl                                                               | Swizz Beatz                             | Plies                                    | 4:32  | |
| 10 | Contagious                                                               | Scott Storch                            | Jamie Foxx                               | 4:45  | |
| 11 | Last of a Dying Breed                                                    | Wyldfyer                                | Lil Wayne                                | 4:10  | You Don't Have to Say You Love Me" by Dusty Springfield "Eric B. Is President" by Eric B. & Rakim. |
| 12 | MVP                                                                      | DJ Premier                              |                                          | 3:50  | "DTP for Life" by Disturbing Tha Peace                                                             |
| 13 | I Do It for Hip Hop                                                      | Wyldfyer                                | Nas and Jay-Z                            | 5:22  | "Keep Their Heads Ringin" by Dr. Dre                                                               |
| 14 | Do the Right Thang                                                       | 9th Wonder                              | Common and Spike Lee                     | 5:14  | "Na Boca Do Sol" by Arthur Verocai                                                                 |
| *  | Let's Stay Together (USA & UK iTunes Bonus Track)                        | DJ Paul and Juicy J                     |                                          | 4:18  | |
| *  | Press the Start Button (Dutch iTunes Bonus Track / Japanese bonus track) | Dre & Vidal                             |                                          | 4:00  | |

## Személyzet
| - Joseph Alexander – billentyűsök - Wayne Allison – műszaki - Chris Atlas – marketing - Ken Bailey – A&R - Christian Baker – műszaki - Dru Betts – ének - Leslie Brathwaite – keverés - Don Cannon – műszaki, kotta - Andrew Coleman – műszaki - Jeff Dixon – felelős producer - DJ Premier – kotta - Mike Donaldson – szerkesztés - 8TRIX – kotta - Jake Waxler - kotta - Jose "Zeek" Fendrick – A&R (előadó és repertoár) - Zach Fisher – műszaki - Morgan Garcia – műszaki - Sean Garrett – kotta - Kamau Georges – háttérvokál, keverés, kotta - Jason Goldstein – keverés - Don Goodrick – asszisztens - Inaam Haq – műszaki - Artemus Jenkins – videórendező - Eric Jensen – műszaki - Rodney Jerkins – kotta - E. Jones – billentyűsök, - Terese Joseph – A&R - Doug Joswick – borítógyártás - Gimel "Young Guru" Katon – keverés - Erik Madrid – asszisztens - Manny Marroquin – keverés - Mike Miller – asszisztens | - Aiyisha Obafemi Mitchell – marketing - Nick Nastasi – asszisztens - Rich Nice – A&R (előadó és repertoár) - 9th Wonder – billentyűsök elrendezése - Erica Novich – A&R (előadó és repertoár) - Dave Pensado – keverés - Christian Plata – asszisztens - Poke & Tone – ütőhangszerek - Will Ragland – művészeti rendezés, dizájn - Orlando Rashid – műszaki - Charles Roane – keverés - J. Peter Robinson – művészeti rendezés, dizájn - The Runners – kotta - Glenn Schick – audio utófeldolgozás - Derrick Selby – műszaki - Clinton Sparks – kotta - Chris Stanford – fényképezés - Scott Storch – kotta - Crystal Streets – stylist - Swizz Beatz – kotta - Neo Tanusakdi – műszaki - Sean Taylor – A&R (előadó és repertoár) - Justin Trawick – asszisztens - Javier Valverde – műszaki - Miles Walker – műszaki - Brian Warwick – műszaki - Finis "KY" White – műszaki - Mike "Hitman" Wilson – műszaki - Wyldfyre – kotta - Keke and Amy - gyártásvezetés - Mayne Zane – háttérvokál - Chaka Zulu – felelős gyártásvezető |